# 6735 Madhatter
6735 Madhatter eller 1992 WM3 är en asteroid i huvudbältet som upptäcktes den 23 november 1992 av den japanska astronomen Takeshi Urata vid Nihondaira-observatoriet. Den är uppkallad efter karaktären Hattmakaren i Lewis Carrolls bok Alice i Underlandet.